# Chiesa dei Santi Fabiano e Sebastiano (San Gimignanello)
La chiesa dei Santi Fabiano e Sebastiano è un edificio sacro situato a San Gimignanello, nel comune di Rapolano Terme.

## Storia e descrizione
L'edificio attuale risale alla riedificazione voluta dai Sansedoni nel 1771. L'antica chiesa, citata con il castello in una bolla di Alessandro III del 1178, era dedicata a San Geminiano o San Gemignano, santo longobardo. L'attuale facciata è di forme classiche, con portale coronato da timpano triangolare con stemma. Sull'altar maggiore era una bella tela raffigurante la Madonna col Bambino e i Santi Fabiano e Sebastiano, di recente trafugata.